# Französisches Konsulat

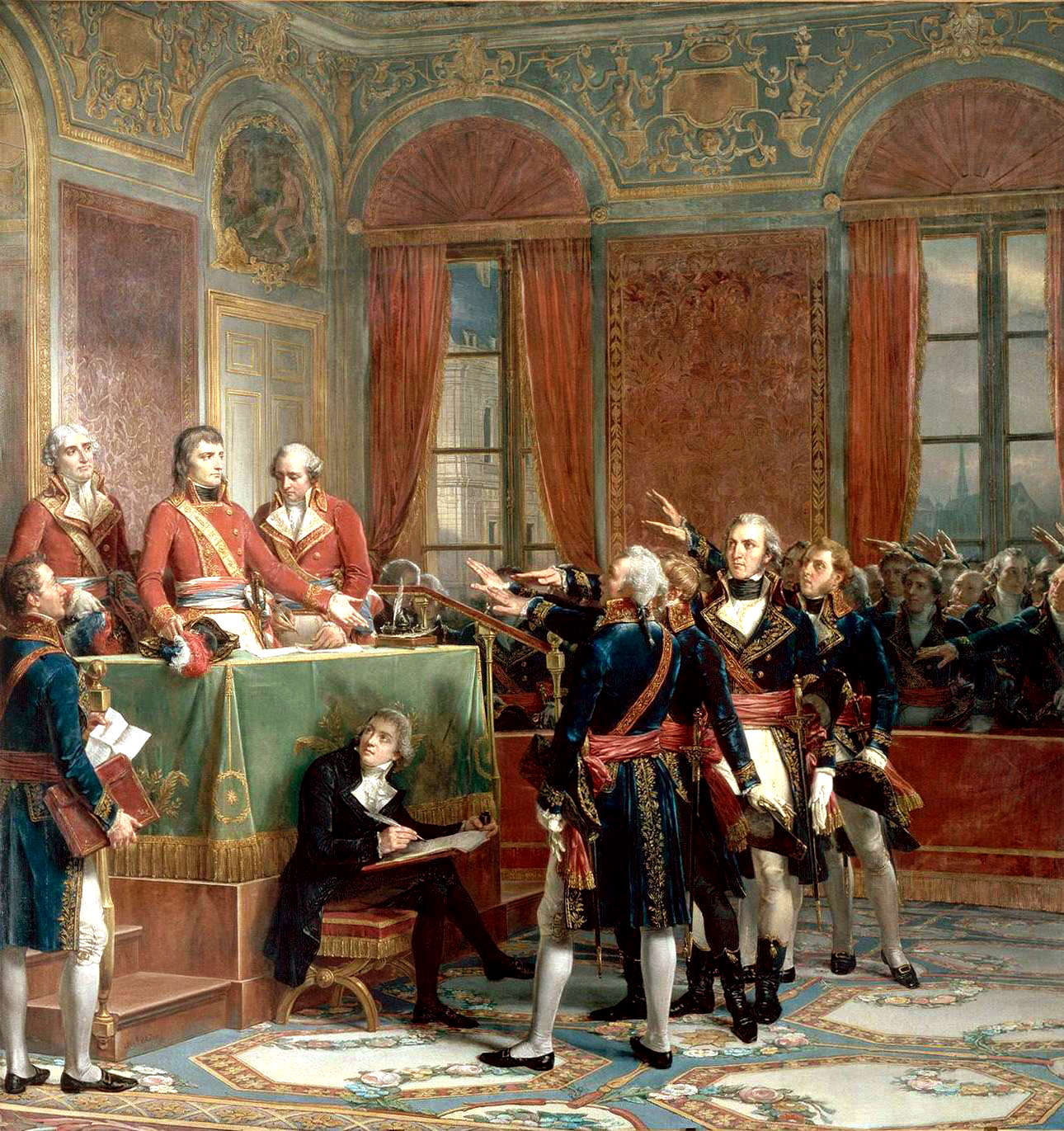
Die drei Konsuln vom 24. Frimaire VIII: Jean-Jacques Régis de Cambacérès, Napoleon Bonaparte und Charles-François Lebrun (von links nach rechts)

Das Französische Konsulat bezeichnet einen Zeitabschnitt in der Geschichte der Ersten Französischen Republik. Vom 10. November 1799 bis zum 1. Dezember 1804 regierte Napoleon Bonaparte als Erster Konsul. Das Konsulat wurde mit der Kaiserkrönung Napoleons I. am 2. Dezember 1804 durch das Erste Kaiserreich abgelöst.
Der Übergang vom Direktorium zum Konsulat wurde durch den Staatsstreich des 18. Brumaire VIII (9. November 1799) herbeigeführt. Die Verfassung von 1795 wurde auf Druck des Militärs vom Rat der Alten abgeschafft.
Die Konsulatsverfassung (Verfassung des Jahres VIII) trat am 24. Dezember 1799 in Kraft.

## Aufbau der Verfassung

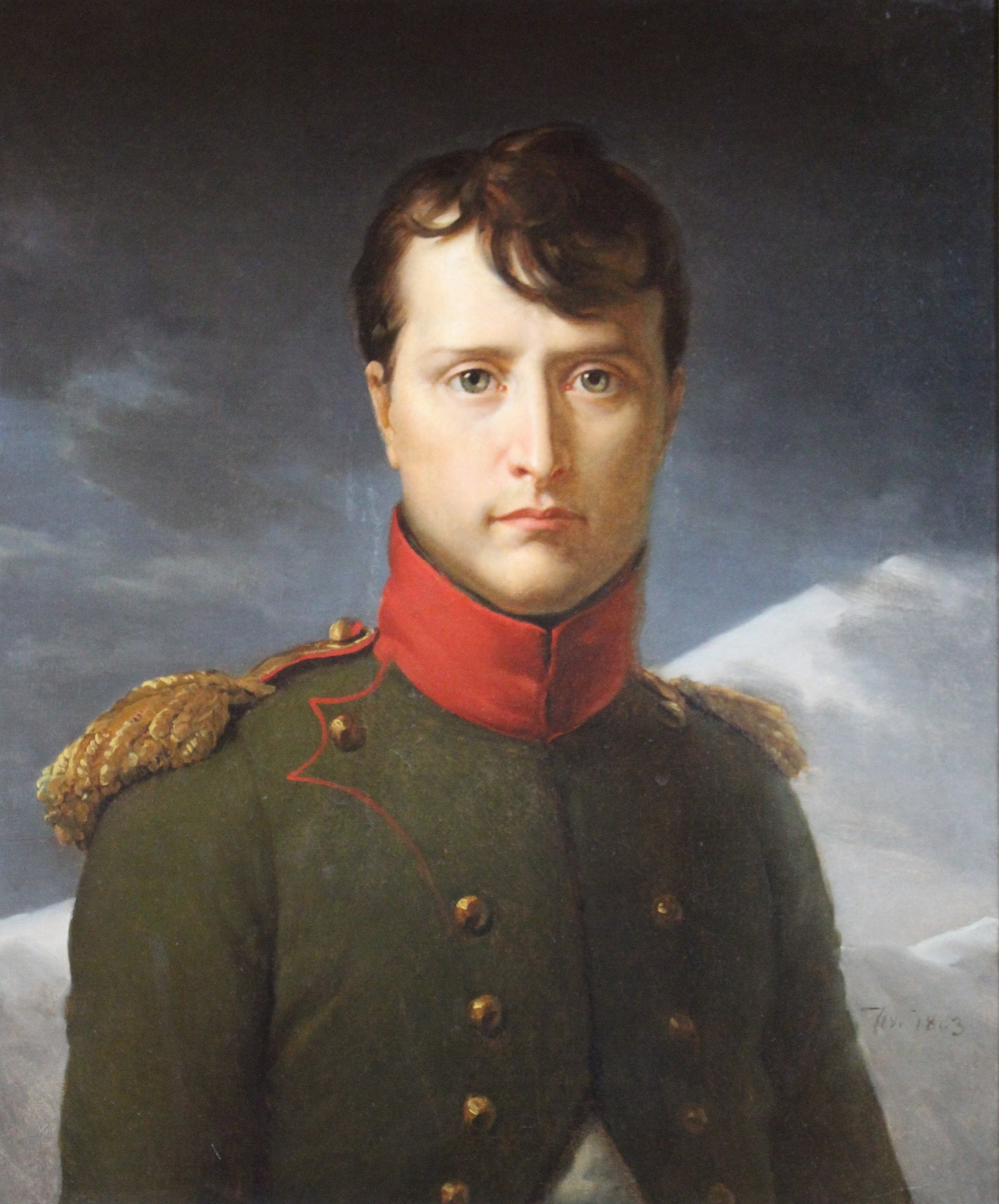
Bonaparte als Erster Konsul auf Lebenszeit, 1803, François Gérard

Dem Konsulat lag ein komplexer Verfassungsentwurf zugrunde, der im Kern auf Sieyès zurückging, einen Mitverschworenen Bonapartes und Angehörigen des ersten Konsulates, aber durch Bonaparte verändert worden war.
Formales Zentrum der Verfassung bildete der Senat (Sénat conservateur), der aus 80 auf Lebenszeit bestellten Mitgliedern über vierzig bestand, welche unter Ausschluss der Öffentlichkeit tagten. Der Senat ergänzte sich selbst (Kooptation), außerdem wurden ehemalige Konsuln von der Verfassung her Mitglieder. Seine Aufgaben waren vielfältig. So stand ihm die Wahl der gesetzgebenden Körperschaft, des Tribunats, der Konsuln und der obersten Richter zu. Außerdem konnte er jeden Gesetzesbeschluss und jeden anderen Akt der Regierung, aber auch die vorgesehenen Volkswahlen als verfassungswidrig und damit für ungültig erklären. Nicht ausdrücklich vorgesehen, aber später praktiziert wurden Verfassungsänderungen mittels Beschlüssen, die als senatus consulta bezeichnet wurden. Somit war der Senat gewissermaßen Wahlorgan, Verfassungsgericht und allgemeine Kontrollinstanz in einem.
Die Regierung war wie unter der Direktorialverfassung zweistufig aufgebaut: An die Stelle des vormaligen Direktoriums der Exekutive trat, gleichsam als Ersatz für den Regierungschef und das Staatsoberhaupt, das Gremium der drei Konsuln, das Konsulat. Diesem unterstellt waren die Minister als eigentliche ausführende Organe, die aber politisch ohne Einfluss bleiben sollten.

Emblem Bonapartes als Erster Konsul

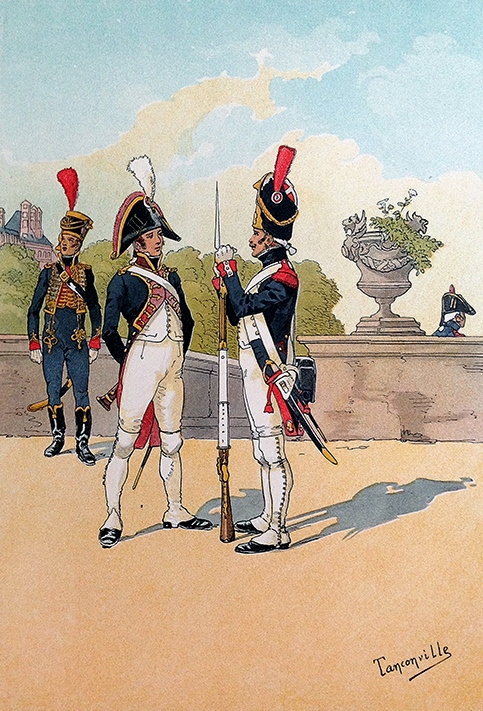
Marineinfanterist, Musiker und Grenadier der Garde consulaire Illustration von Henry Ganier-Tanconville.

Die Konsuln wurden als Erster, Zweiter und Dritter Konsul unterschieden und vom Senat auf jeweils 10 Jahre gewählt, wobei der Dritte Konsul um 5 Jahre versetzt zum Ersten und Zweiten bestellt werden sollte. Dem Ersten Konsul (Bonaparte) waren verschiedene Vorrechte eingeräumt, unter anderem ernannte er allein die Minister sowie die meisten Richter, Offiziere und Beamten. In den übrigen Regierungsangelegenheiten musste er sich zwar mit seinen beiden Kollegen beraten und diese hatten die Akte der Regierung zu unterzeichnen, seine Entscheidung alleine genügte jedoch. Im Einzelfall konnte er in seinen Vorrechten durch einen seiner Kollegen vertreten werden, diese durften auch bei der Leitung des Staatsrates mitwirken. Gleichwohl war rechtlich wie faktisch der Erste Konsul allein bestimmend.
Der Senat wählte auch eine Art Parlamentskammer, das Tribunat, das Gesetzesvorschläge der Regierung diskutieren und Wünsche an die anderen Verfassungsorgane aussprechen durfte, aber keine Entscheidungsgewalt besaß. Außerdem wurde der Corps législatif (Gesetzgebende Körperschaft) vom Senat gewählt, der nach passivem Anhören der Sprecher der Regierung und des Tribunats in geheimer Abstimmung über die Gesetzesvorschläge der Regierung entscheiden durfte. Beide Kammern wurden jedes Jahr teilweise erneuert.
Als ein Beratungsorgan der Konsuln bei der Regierungs- und Verwaltungsführung wurde ein Staatsrat, Conseil d’État, bestehend aus dreißig bis vierzig Experten, neu eingerichtet, der faktisch vor allem als Verwaltungsgericht wirkte und der bis heute besteht. Ihm kam außerdem die Aufgabe zu, die Gesetzesvorschläge der Exekutive auszuarbeiten.
Auch Wahlen durch das Volk waren vorgesehen, die allerdings nicht direkt waren. In einem komplexen dreistufigen System wurden auf den verschiedenen Verwaltungsebenen zuerst lokale Listen von jeweils einem Zehntel aller Wahlberechtigten bestimmt, aus diesen in einem weiteren Wahlgang ein Zehntel der Gewählten der lokalen Listen auf regionale Listen, schließlich aus den regionalen Listen wiederum ein Zehntel der Gewählten in überregionale Listen, die zusammen eine nationale Liste bildeten. Der Senat und der erste Konsul durften bei Wahlen bzw. Ernennungen nur Personen berücksichtigen, die entsprechend der jeweiligen Funktion auf der zugehörigen Liste standen. Der Senat konnte diese Listen allerdings jederzeit für nichtig erklären.
Die vorgesehenen Wahlen wurden jedoch in der beschränkten Zeit der Geltung der Verfassung kaum angewandt; durch verschiedene Bestimmungen waren zu freie Wahlergebnisse von vornherein ausgeschlossen: So wurden die ersten Konsuln unter Geltung der Verfassung (2. Konsulat) im Verfassungstext ernannt; der Senat wurde in der Weise gebildet, dass die ehemaligen zweiten und dritten Konsuln und die neuen zweiten und dritten Konsuln sich vereinigten und zusammen die Mehrheit des Senats ernannten; die so ernannten Mitglieder wählten anschließend die restlichen hinzu. Sieyès und Ducos wurden durch die Verfassung namentlich zu Senatoren bestimmt.

## 1. Konsulat vom 18. Brumaire VIII
- Napoleon Bonaparte
- Emmanuel-Joseph Sieyès
- Pierre-Roger Ducos

## 2. Konsulat vom 24. Frimaire VIII
- Napoleon Bonaparte
- Jean-Jacques Régis de Cambacérès
- Charles-François Lebrun